# Peter Todd (criptógrafo)
Peter Todd es un criptógrafo canadiense y desarrollador de software que fue uno de los primeros colaboradores en el desarrollo de Bitcoin. Todd ha estado involucrado en criptomonedas desde principios de la década de 2010 y ha trabajado en proyectos enfocados en blockchain y privacidad.
El documental de HBO de 2024 Money Electric: The Bitcoin Mystery nombró a Todd como el creador seudónimo de Bitcoin, Satoshi Nakamoto. Todd ha negado públicamente ser Nakamoto.

## Primeros años
Peter Todd nació en Canadá. A los 15 años comenzó a comunicarse con cypherpunks como Adam Back y Hal Finney. Antes de su carrera como desarrollador principal, Peter Todd asistió al Ontario College of Art and Design en Toronto.